# Вікі Вейл
Вікторія Вейл (зазвичай її називають «Вікі») — персонаж американських коміксів видавництва DC Comics, що зазвичай асоціюється з супергероєм Бетменом. Створена Бобом Кейном і Біллом Фінгером, дебютувала у Batman #49 (жовтень 1948). Вікі Вейл — журналістка, яка зазвичай проживає в Ґотем-Сіті, і працювала для кількох видань, присвячених різноманітним ітераціям персонажа та навколишньому всесвіту DC. Її часто зображують як романтичну особу Брюса Уейна, альтер-его Бетмена. 
Кім Бейсінгер зіграла Вікі у фільмі про Бетмена 1989 року. Вікі також озвучувала Тара Стронг в анімаційному фільмі «Бетмен проти Дракули» та Грей ДеЛайл у серії відеоігор Batman: Arkham.

## Історія видання
Вікі Вейл вперше з’явилася в Batman #49 (жовтень 1948) у 12-сторінковій історії під назвою «Совок століття!», написаній Біллом Фінгером із зображенням Боба Кейна та Лью Шварца.

## Біографія персонажки

### 1940–1960-ті роки
У своїх перших появах Вікі Вейл підозрює, що Бетмен і Брюс Уейн були однією людиною. До кінця кожної історії Бетмену зазвичай вдавалося обдурити її, щоб вона зробила висновок, що насправді це не так, але її підозри знову виникали в наступній історії.
Вікі Вейл залишалася видатною персонажкою історій про Бетмена від Бетмена №49 у 1948 році до детектива №320 у жовтні 1963 року. У 1964 році Джуліус Шварц став редактором коміксів про Бетмена. Шварц відмовився від ряду другорядних персонажів Срібного століття Бетмена, включаючи Вікі Вейл, Бетвумен, Дівчинку-Кажан, Кажан-Кліща та Ейса-Собака-Кажан.

### 1970–1980-ті роки
Вікі Вейл з’явилася через 13 років у фільмі «Сім’я Бетмена» №11 (червень 1977). Тепер вона була одружена і відома як Вікі Вейл Пауерс. Вона також була згадана в Batman Family #16. Після цього вона зникла ще на п'ять років.
Вона повернулася в лютому 1982 року в Batman #344. Редактор і письменник, очевидно, не знали про її появу в 1970-х, тому не було жодної згадки про її шлюб, а у примітці було зазначено, що вона не з'являлася з детектива №320. Вона нібито була в Європі протягом багатьох років, але тепер повернулася до Готем-Сіті. Вона знову стала предметом романтичного інтересу Брюса Вейна, викликавши гнів Жінки-Кішки у фільмі «Бетмен» №355 (січень 1983). Вона також змагалася за прихильність Брюса з Джулією Ремарк, донькою Альфреда Пенніворта та мадемуазель Марі (з Джулією Ремарк було знищено спадкоємність після Кризи на нескінченних землях).

### 1980–2010-ті роки
Вікі зникла з коміксів незабаром після «Кризи на нескінченних землях», але в «Бетмені: Рік перший» Френка Міллера вона — репортерка-пліткарка, яка фліртує з суддею під час судового розгляду справи про крадіжку в магазині. Вікі повернулася в 1989 і 1990 роках в епоху Гранта/Брейфогля, що збіглося з виходом фільму Тіма Бертона «Бетмен». Вона знову зав'язала романтичні стосунки з Брюсом Уейном, але засмутилася через його часті відсутності. У якийсь момент вона співпрацювала з фотожурналістом Гортеном Спенсом, щоб дослідити феномен гарячки. Це призвело до того, що вони двоє зіткнулися з вуличним демоном, коли Гортен відбивався від них. Коли Брюс був госпіталізований після нападу Чревомовця, він намагається вирішити, сказати їй, що він Бетмен, але вирішує цього не робити, що призводить до кінця їхніх стосунків. Пізніше Брюс шкодує про це, коли впадає в коротку депресію після поразки від Бейна.
Вейл знову з'явилася у фільмі «Диво-жінка» як одна з ведучих телевізійної програми «Сцена». Її співведучими були Лія Бріггс, Тоні Янг і Лінда Парк. Показано два епізоди, в яких вони беруть інтерв’ю у Диво-жінки про її кар’єру. У книзі «Чорна рукавичка» вона різко висловлює найкращі побажання Брюсу та його новій дівчині, Джезабель Джет, прямо в ефірі.
Вікі з'являється (зі світлим волоссям) у двосерійній історії 2008 року Two-Face: Year One. Вона бере інтерв’ю у корумпованого адвоката бандитів на ім’я Вайнштейн, який балотується на посаду окружного прокурора Готема проти Харві Дента. Вона присутня, коли Дент, тепер спотворений гангстер Дволикий, протистоїть Вайнштейну та Брюсу Вейну на вечірці в маєтку Уейн.
У сюжетній лінії Batman: Battle for the Cowl 2009 року в кросоверному міні-серіалі Gotham Gazette вона стверджує, що виявила особу Бетмена. Вікі повернулася до Gotham Gazette після того, як її телевізійна кар’єра провалилася. Хоча широку громадськість більше цікавить те, що сталося з Бетменом, Вейл хоче знати, що сталося з Брюсом Вейном, якого востаннє «бачили» у В’єтнамі (насправді Хаш під виглядом Вейна). Вікі розмовляє з Люціусом Фоксом, але все ще не може отримати відповіді про місцезнаходження Брюса. Знову почуваючись «справжнім репортером», вона радіє, коли отримує запрошення приєднатися до Брюса як його побачення на балу Робінзонів. У Battle for the Cowl #3 Вікі розповідає про хаос, спричинений Дволиким після зникнення Бетмена.
У наступному номері Gotham Gazette, «Бетмен живий», Вікі бачить, що Брюса немає на гала-церелі. Перебуваючи там, вона спостерігає за напругою між Діком Грейсоном і Барбарою Гордон, а також за шрамами на Тімі Дрейку, що дозволяє їй відкрити подвійне життя, яке вони з Брюсом вели. Наприкінці історії вона розставляє фотографії на своїй стіні, пов’язуючи різних членів сім’ї Бетмена з їхніми таємними особами та заявляючи, що вона доведе свої підозри.
Вікі стає важливим допоміжним гравцем у випуску 6 серії Red Robin. У цьому номері вона починає задавати запитання, і її зустрічає Брюс Вейн (насправді переодягнений Хаш/Томас Елліот). Він погоджується на співбесіду/побачення з нею. Це відбувається в випуску 9 Червоного Робіна, де Вейн/Елліот уникає запитань. Нарешті Вікі отримує докази в Batman #703.
Перш ніж оприлюднити таємницю Брюса, Вікі хоче знати, як так сталось, що він Бетмен, у фільмі «Брюс Вейн: Дорога додому». Вона дзвонить Вейну Менор і погрожує опублікувати статтю, якщо Брюс не зустрінеться з нею, щоб обговорити це. Альфред посилає Томаса Елліота, який все ще маскується, зустрітися з нею. Перш ніж поцілувати Вікі, він каже, що він не Бетмен. Коли вона повертається додому, вона розуміє, що він не був Брюсом Уейном, і знання про те, що Дік Грейсон тепер у ролі Бетмена, змушує її запитати: «Де Брюс Уейн?» Тримаючи цю історію, поки вона не розкриє правду, Вікі йде до маєтку Вейна та каже Альфреду, що вона знає правду. Альфред розповідає їй, що Брюс, якого боялися загинути, повернувся, але ще не всім сказав. Тримаючи історію, вона зустрічає Барбару Гордон і каже їй, що знає правду. Вона запитує свого колишнього хлопця Джека Райдера, чи варто їй опублікувати статтю і змінити свою кар’єру. Вікі влаштовує змову з комісаром Гордоном, але все йде не так, як планувалося, що призводить до того, що Жінка-кішка дізнається, що вона знає не лише про родину кажанів, а й про підпілля Готема, особливо про Жінку-кішку. Врешті-решт на Вікі полює Ліга вбивць, після того як Ра аль Гул розуміє, що вона знала секрет Бетмена. Однак Брюс зрештою рятує її. Вона обіцяє йому, що ніколи не розкриє його секретів. Вікі розуміє, що місія Брюса більша, ніж правда, яку вона шукає, і вирішує не розкривати його таємниці, і стає його союзником. Під час конфлікту Рас розуміє, що Вікі є нащадком Марселя «Молота» дю Вальера, французького солдата й одного з небагатьох, хто кинув виклик Ра та його воїнам за століття до Бетмена. Претензії Ра, що дю Вальєр викрав жінку (яка також була предком Вікі), він намагався оскаржити. Незважаючи на те, що він давно вбив дю Вальєра після їхньої останньої битви, мається на увазі, що справа Аль Гула з Вікі не завершена, оскільки він обіцяє вистежити все, що стосується його ворогів.
У фільмі «Бетмен і Робін» №18 інша колишня дівчина Уейна, тепер лиходійка на ім’я «Абсенс», приходить, щоб вирвати очі Вікі. У наступному випуску Бетмен і Робін поспішають до її квартири лише для того, щоб Абсенс виявила, що Вікі зв’язана та з кляпом у роті в шафі. Потім Абсенс пояснює, що вона ніколи не збиралася вбивати Вікі, але використовувала її як приманку, щоб заманити Бетмена в пастку.

### The New 52
У 2011 році «The New 52» перезавантажив всесвіт DC. Вейл вітає Брюса на вечірці та знайомить його з кандидатом у мери Лінкольном Марчем. У фільмі «Бетмен №22», який є частиною сюжетної лінії «Бетмен: Нульовий рік», вона присутня під час оголошення "Wayne Enterprises" про те, що Брюс Вейн візьме участь у сімейному бізнесі.
Після вторгнення Американського злочинного синдикату на Землю вона починає розслідувати організовану злочинність у Готемі. Її рятує Гарпер Роу, коли бандити нападають на неї та її помічника в Готем-Норроуз. Харпер дорікає Вікі за те, що вона не знає, на яку територію вона наважується. Вікі далі досліджує зв’язок «Кримінального синдикату» з корупцією в поліції за допомогою Джейсона Барда, Гарві Баллока та Меггі Сойєр. Пізніше Вейл починає зустрічатися з Бардом, поки її дослідження не показує, що Бард має вендету проти дружинників з тих пір, як аматорський претендент на Бетмена в Детройті призвів до смерті Джоді Гокінс, його партнерки/коханки. Ця подія змусила Барда зненавидіти Джима Гордона, коли він відчував, що порядному поліцейському не потрібен Бетмен, щоб допомогти своєму місту. Коли Вікі дзвонить йому з огидою через це відкриття, Бард намагається сказати їй, що він щойно «знищив» Бетмена (найнявши Люціуса Фокса після банкрутства Wayne Enterprises для розробки дистанційного керування для Бетмобіля, що дозволило Барду розбити його у будівлю з Бетменом усередині), але Вікі повідомляє йому, що він жалюгідний і що вона збирається покласти слухавку до того, як Бетмен (який, як вона правильно припускає, вижив після нападу Барда), з’явиться, щоб вдарити його по обличчю, якого він так заслуговує . Змушений визнати, наскільки він зазнав падіння, Бард залишає свою посаду в поліції через власні зв’язки з організованою злочинністю, а потім добровільно розповідає Вікі подробиці.